# Paloma Matta
Paloma Matta (* 22. August 1945 in Spanien als Paloma Mata-Leizaola; auch Paloma Chaumette; † 13. September 2017 in Paris) war eine französische Schauspielerin.
Die Französin spanischer Abstammung debütierte 1961 beim Film. Ihre erste größere Rolle war die Tochter von Bernard Blier und Danièle Delorme in Georges Lautners Kriminaldrama Der siebte Geschworene. 1962 spielte sie neben Philippe Noiret in André Michels Comme un poisson dans l'eau die Marie-Catherine. Große Popularität brachte ihr die Angelina in der TV-Serie Belle et Sébastien (1965). Am Theater spielte sie unter anderem unter Sacha Pitoëff am Théâtre Moderne in Tschechows Kirschgarten und unter Pierre Franck am Théâtre des Célestins in Lyon in Moravias Le monde est ce qu'il est. Die Rolle der Cordelia in Shakespeares König Lear spielte sie in einer TV-Adaption von Jean Kerchbron. Im Kino spielte sie in den 1960ern neben Marie-José Nat und Robert Benoît die Mariette Hugon in Claude Autant-Laras Tagebuch einer Frauenärztin (Journal d'une femme en blanc) und die Jungvermählte Liliane Charvet in Brennt Paris?. Die Arbeit für Fernsehfilme und Serien hatte aber Vorrang und sie war eine der populärsten TV-Schauspielerinnen Frankreichs. Sie spielte unter anderem in der Serie Jacquou, der Rebell (Jacquou le croquant) (1969). Sie spielte 1970 die Doppelrolle Laura Fairlie / Ann Catherick in der Wilkie-Collins-Adaption Die Frau in Weiß. Ihre bekannteste Rolle 1969/1970 war die Constance Bonacieux an der Seite von Dominique Paturel in der Miniserie D’Artagnan. Den Athos in der Serie spielte Paloma Mattas Ehemann François Chaumette, mit dem sie drei Kinder hat. 1970 zog sich Paloma Matta bis auf eine Rolle in La chanson du mal aimé (1981) vom Film zurück. Unter ihrem bürgerlichen Namen Paloma Chaumette arbeitete sie seitdem am Pariser Hôpital Saint-Antoine als Hebamme.

## Filmografie (Auswahl)
- 1962: Der siebte Geschworene (Le Septième Juré)
- 1962: Comme un poisson dans l'eau
- 1965: Belle et Sébastien (Fernsehserie, 13 Folgen)
- 1965: Tagebuch einer Frauenärztin (Journal d'une femme en blanc)
- 1966: Brennt Paris? (Paris brûle-t-il?)
- 1969: Jacquou, der Rebell (Jacquou le Croquant)
- 1969: D’Artagnan
- 1970: La femme en blanc
- 1981: La chanson du mal aimé